# خطة الحرب البيضاء

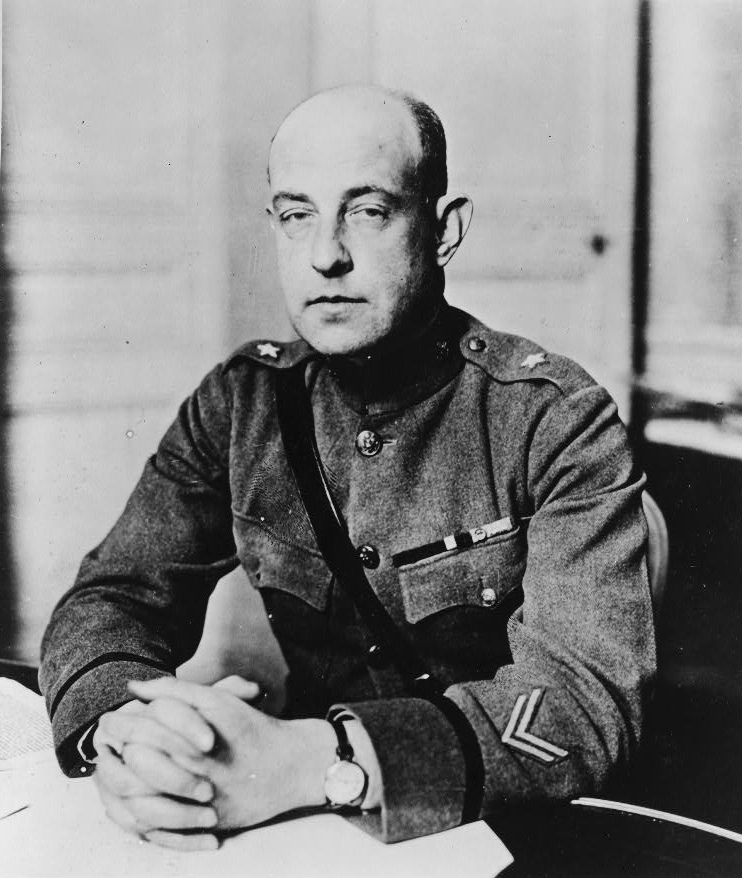
العميد تشرشل حوالي عام 1912، كان من المرجح أن يكون المؤيد الأصلي لإنشاء خطة الحرب البيضاء.

خطة الحرب البيضاء كانت خطة حرب مشفرة بالألوان للولايات المتحدة تم إنشاؤها في الأصل عام 1919 للتعامل مع انتفاضة داخلية في الولايات المتحدة. تم صياغتها في الأصل من قبل قسم خطط الحرب التابع لهيئة الأركان العامة لوزارة الحرب وتطورت لاحقًا لتصبح عملية الحديقة، الخطة العسكرية الأمريكية العامة للاضطرابات المدنية والاحتجاجات. تم استخدام أجزاء من خطة الحرب البيضاء للتعامل مع قوة المكافآت في عام 1932. اعتبر المتمردون الشيوعيون التهديد الأكثر احتمالاً للدعوة إلى استخدام الخطة من قبل المؤلفين الأصليين. 

## السياق التاريخي
في حين أن حرية التجمع والحق في الالتماس محميان بموجب التعديل الأول لدستور الولايات المتحدة، فإن الحكومة الفيدرالية للولايات المتحدة لديها تاريخ في استخدام الجيش لقمع التمردات وغيرها من أشكال الاضطرابات المدنية بعنف. تشمل أمثلة استخدام الجيش الفيدرالي في هذه القدرة دوره في قمع تمرد الويسكي وتمرد فريز وتمرد دور وغارة جون براون على هاربرز فيري.  في أواخر القرن التاسع عشر، تم استخدام القوات الفيدرالية بشكل متزايد لفض النزاعات العمالية. بين عامي 1885 و1895، تم حشد القوات الفيدرالية 328 مرة؛ 118 من هذه الحالات كانت تتعلق بنزاعات عمالية.  إن عدم وجود تعليمات على المستوى الفيدرالي في العديد من نزاعات العمل ترك الولايات والحكومات المحلية مضطرة للتعامل بفعالية مع هذه القضايا بمفردها.
في أواخر القرن التاسع عشر وخلال معظم القرن العشرين، أدت المخاوف الحمراء والنجاح الثوري الذي حققه البلاشفة في الإمبراطورية الروسية السابقة إلى تفاقم المخاوف العامة والحكومية من اندلاع انتفاضة شيوعية عنيفة داخل الولايات المتحدة.  كان قانون التجسس لعام 1917 وقانون التحريض لعام 1918 يهدفان إلى احتواء الشيوعية الأمريكية وملاحقتها في خضم دخول أمريكا إلى الحرب العالمية الأولى. وفي العديد من القضايا البارزة (خاصة قضية جيتلو ضد نيويورك)، أيدت المحكمة العليا للولايات المتحدة حق الحكومة في تجريم الخطاب الذي يدعو إلى الإطاحة العنيفة بحكومة الولايات المتحدة. 

## تطوير
أثارت المعلومات التي جمعتها شعبة الاستخبارات العسكرية مخاوف الجنرال مارلبورو تشرشل، الذي أرسل مذكرة إلى مدير قسم خطط الحرب، اللواء ويليام جي هان، في أكتوبر 1919، محذرًا من احتمال اندلاع تمرد. بدأت صياغة خطة الحرب البيضاء على محمل الجد في شتاء عامي 1919 و1920 بمساعدة تقارير استخباراتية من دائرة المخابرات العسكرية، والتي كانت تُوضع في كثير من الأحيان على أساس المعلومات التي تم جمعها من مراقبة المواطنين والأجانب المقيمين المشتبه في تعاطفهم مع الشيوعية. 
في 24 مايو 1920، أصدر وزير الحرب بيكر تصريحًا بتوسيع خطة الحرب البيضاء للتعامل بشكل شامل مع الانتفاضات المحلية، بغض النظر عن الإيديولوجية السياسية للمتمردين المحتملين. تم تقسيم مسؤولية إنشاء الخطة بين وزارة الحرب ومنطقة الفيالق التسعة التي تشكل الجيش. تم تكليف القيادات الخارجية في الأقاليم الأمريكية مثل هاواي وقناة بنما بتطوير خططها الخاصة. وبينما طورت كل منطقة فيلق خطة خاصة بقدرة منطقة الفيلق تلك، احتفظت شعبة خطط الحرب بالسيطرة الشاملة على المشروع. 
واصلت شعبة الاستخبارات العسكرية لعب دور لا يتجزأ في تطوير خطة الحرب البيضاء من خلال تزويد المكلفين بتطويرها بمعلومات استخباراتية بشأن الوجود المزعوم وتحركات المتطرفين المفترضين في مدن مثل نيويورك وشيكاغو ودينفر وسياتل. قدر أحد التقارير أن الولايات المتحدة كانت تؤوي 322,284 من المتطرفين الحمر، و914,854 من الاشتراكيين، و42,950 من العمال الاشتراكيين، و2,475,371 من "الزنوج غير المنظمين". دقة هذه التقارير مشكوك فيها، ومصدرها غير معروف. ومع ذلك، كان تأثير شعبة الاستخبارات على تطوير كل خطة طوارئ محلية كبيرة. كان الضباط يقومون بإعداد خطط مناطق فيلقهم الخاصة حول تقديرات إدارة الاستخبارات العسكرية، حيث كان هؤلاء الضباط غير قادرين على تقييم التهديد الذي يشكله المتطرفون المحليون بأنفسهم. كما حصلت وزارة الدفاع أيضًا على خطط طوارئ من قوى أجنبية، مثل المملكة المتحدة، حتى تتمكن كل منطقة من الفيلق من الاستفادة منها كمراجع. 

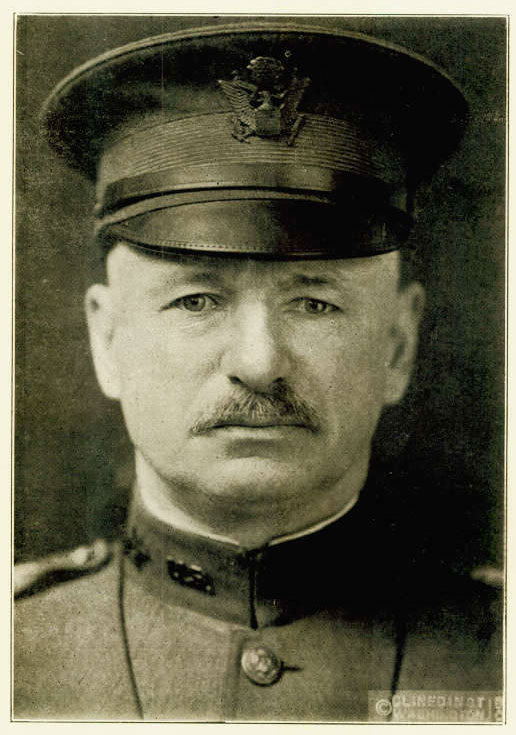
كان اللواء ويليام جي هان مديرًا لقسم خطط الحرب في وزارة الحرب الأمريكية، وأذن بصياغة خطة الحرب البيضاء

## مخطط تفصيلي
أصدرت إدارة خطط الحرب أمرًا بتقسيم جميع الخطط إلى فئتين: حالات الطوارئ البسيطة وحالات الطوارئ الكبرى. اعتبرت حالات الطوارئ البسيطة "اضطرابات محلية، حيث قد يُطلب من الحكومة الفيدرالية المساعدة من قبل السلطات الحكومية المختصة"، في حين اعتبرت حالات الطوارئ الكبرى "اضطرابات عامة ناجمة عن سلسلة من حالات الطوارئ البسيطة التي يتم فيها التدخل في التجارة بين الولايات، أو البريد، أو وظائف الحكومة" والتي تتطلب "إجراءً مباشرًا" من قبل الحكومة الفيدرالية. بالنسبة لكل منطقة من مناطق الفيالق، سيتم اعتبار الموقف بمثابة حالة طوارئ بسيطة إذا كانت القوات المتاحة كافية بما يكفي لإدارة الاضطرابات. إذا لم تكن القوات المتاحة كافية لإدارة الموقف، فيمكن اعتبار الأمر بأمان حالة طوارئ كبرى. كانت شرعية استخدام القوات الفيدرالية وفقًا لتقدير المسؤولين على مستوى الولايات والحكومات المحلية موضع قلق داخل المستويات العليا في وزارة الحرب (بسبب قانون بوسي كوميتاتوس). ونتيجة لذلك، تم تعديل الخطة لاحقًا لتتوافق مع القانون. 
كان لكل منطقة فيلق مهام محددة تم تكليفها بها في حالة استدعاء خطة الحرب البيضاء. على سبيل المثال، ستكون مهمة البحرية في هذه الحالة حماية جميع المحطات البحرية والمخازن والمرافق، وستقوم أيضًا بنشر السفن البحرية في جميع المدن الساحلية المهمة والتعاون مع قادة الجيش المحليين. سيتم بعد ذلك وضع الفائض من البحارة ومشاة البحرية تحت تصرف الجيش. اعتقد مخططو خطة الحرب أن السيطرة على السكك الحديدية ستكون ضرورية لتدبير انقلاب ناجح، وبالتالي صاغوا خطط طوارئ لنقل الإمدادات الأساسية، مثل الغذاء، إلى المراكز السكانية الرئيسية إذا تم الاستيلاء على شبكات السكك الحديدية المهمة أو تخريبها من قبل المتمردين. 